# 掌印太監
掌印太監，為明朝內宮官制，宦官二十四衙門各衙門的最高主管官職，掌握各衙門官方印璽，擁有各機構於份內負責領域經議事後最終核章的權力。二十四衙門包含十二監、四司、八局，各專設掌印太監一員提領機構。
二十四位掌印太監中以為首的司禮監掌印太監最富盛名且權力最大，擁有詔令文書批紅的最終審核權與否決權，是所有宦官和內廷的大總管，地位在若干名秉筆太監之上。發展到明朝中後期，演變成最有權勢的宦官，有「權過元輔」的稱譽，另又譽為「內相」。

## 代表
司禮監
- 明正統時太監王振。
- 明天順時太監曹吉祥、牛玉。
- 明成化時太監尚銘、覃昌、懷恩。
- 明弘治時太監何鼎。
- 明正德時太監劉瑾、張永、蕭敬。
- 明嘉靖時太監麥福、黃錦。
- 明隆慶時太監滕祥、陳洪、孟沖。
- 明萬曆時太監馮保、張宏、田義、陳矩。
- 明天啟時太監王安、王體乾。
- 明崇禎時太監曹化淳、高時明。

內官監
- 明永樂時太監鄭和。
- 明洪熙時太監羅智。
- 明天順時太監柏玉。
- 明成化時太監韋眷、莫英。
- 明弘治時太監李廣、梁宣、荊端、陳良、白江。
- 明正德時太監劉璟、韓錫、孫彬、李堂。
- 明嘉靖時太監李鑒、高忠、辛壽、朱寶 。
- 明隆慶時太監李芳。

御用監
- 明成化時太監董讓、郭通。
- 明嘉靖時太監張永、趙芬、丁恭。

司設監
- 明成化時太監房懋、羅照。
- 明正德時太監田斌。
- 明嘉靖時太監蘇瑾、趙政、孟沖。

御馬監
- 明成化時太監汪直。
- 明嘉靖時太監高忠。
- 明萬曆時太監張南溪。